# Montancy
Montancy (inoffiziell auch Montancy-Brémoncourt genannt) ist eine französische Gemeinde mit 119 Einwohnern (Stand: 1. Januar 2022) im Département Doubs in der Region Bourgogne-Franche-Comté. Die Gemeindeverwaltung und die Schule befinden sich im Ortsteil Brémoncourt.

## Geographie

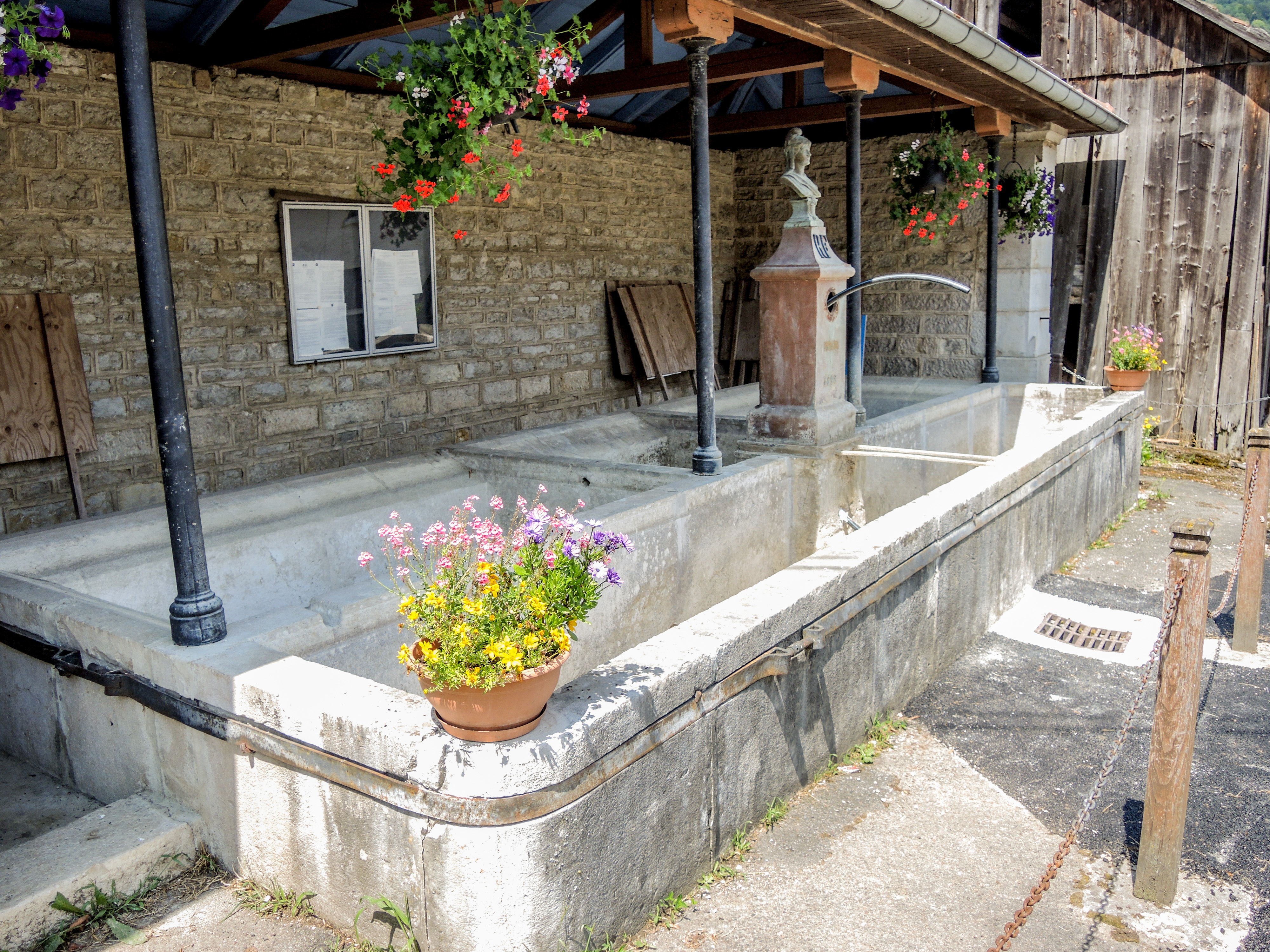
Lavoir im Ortsteil Brémoncourt

Montancy liegt auf 828 m, sieben Kilometer südwestlich von Porrentruy und etwa 24 Kilometer südöstlich der Stadt Montbéliard (Luftlinie). Das Dorf Montancy erstreckt sich im Jura, auf einem Sattel auf der Höhe der Lomontkette nördlich des tief eingeschnittenen Doubstals, in unmittelbarer Nähe der Grenze zur Schweiz. Montancy ist die östlichste Gemeinde des Départements Doubs. Das Gemeindegebiet gehört zum Regionalen Naturpark Doubs-Horloger.
Die Fläche des 8,86 km² großen Gemeindegebiets umfasst einen Abschnitt des französischen Juras. Der südöstliche Teil des Gebietes wird vom Doubstal eingenommen. Der Doubs fließt hier zwischen der Lomontkette und den Höhen des Clos du Doubs nach Westen durch eine maximal 500 Meter breite, flache Talniederung. Bei Brémoncourt befindet sich eine Talweitung, in welcher der Seitenbach Frénois in den Doubs mündet. Das Tal wird auf beiden Seiten von steilen, bewaldeten Hängen flankiert, die verschiedenenorts von Felsbändern durchzogen sind. Auf der Südseite reicht der Gemeindeboden bis zu den Felsen von Le Tremblot (bis 750 m). 
Nach Nordwesten erstreckt sich das Gemeindeareal über den Steilhang auf den Vorsprung des Dérable und die Geländeterrasse der Montagnes de Glère bis auf die Höhe von Montancy. Die nördliche Grenze verläuft auf dem breiten Kamm der Lomontkette mit den Höhen von Gros Buissons (912 m) und Sur les Roches, auf der mit 920 m die höchste Erhebung von Montancy erreicht wird.
Die Gemeinde besteht aus den Ortsteilen Montancy (828 m) auf der Lomontkette und Brémoncourt (419 m) in der Talweitung an der Mündung des Baches Frénois in den Doubs sowie einigen Einzelhöfen. Nachbargemeinden von Montancy sind Burnevillers im Süden, Glère im Westen sowie die schweizerischen Gemeinden Haute-Ajoie und Fontenais (bis 2012 Bressaucourt) im Norden und Clos du Doubs im Osten.

## Geschichte
Im Mittelalter gehörte Montancy zur Herrschaft Montjoie. Zusammen mit der Franche-Comté gelangte das Dorf mit dem Frieden von Nimwegen 1678 an Frankreich.

## Bevölkerung
| Jahr                       | 1962 | 1968 | 1975 | 1982 | 1990 | 1999 | 2004 | 2018 | 2020 |
| Einwohner                  | 156  | 146  | 124  | 122  | 137  | 152  | 148  | 133  | 122  |
| Quellen: Cassini und INSEE |      |      |      |      |      |      |      |      |      |

Mit 119 Einwohnern (Stand 1. Januar 2022) gehört Montancy zu den kleinsten Gemeinden des Départements Doubs. Nachdem die Einwohnerzahl in der ersten Hälfte des 20. Jahrhunderts markant abgenommen hatte (1901 wurden noch 249 Personen gezählt), wurde seit Beginn der 1990er-Jahre wieder ein leichtes Bevölkerungswachstum verzeichnet.

## Wirtschaft und Infrastruktur
Montancy war bis weit ins 20. Jahrhundert hinein ein vorwiegend durch die Landwirtschaft (Viehzucht und Milchwirtschaft, etwas Acker- und Obstbau) geprägtes Dorf. Noch heute leben die Bewohner zur Hauptsache von der Tätigkeit im ersten Sektor. Außerhalb des primären Sektors gibt es nur wenige Arbeitsplätze im Dorf. Einige Erwerbstätige sind auch Wegpendler, die in den umliegenden größeren Ortschaften ihrer Arbeit nachgehen.
Die Gemeinde liegt weit abseits der größeren Durchgangsstraßen. Sowohl Brémoncourt (an der Straße von Saint-Hippolyte nach Saint-Ursanne) als auch Montancy (an der Straße von Glère nach Porrentruy) haben einen Grenzübergang in die Schweiz.